# Site mégalithique de Kalokol
Le site mégalithique de Kalokol, connu aussi sous le nom de site de Namoratunga II, est un site archéologique situé sur la rive ouest du lac Turkana, au Kenya, datant du Néolithique pastoral. Namoratunga  signifie « peuple des pierres » en langue turkana. 
Le site était à l'origine daté d'environ 300 apr. J.-C., mais des fouilles récentes ont permis de retrouver un échantillon daté au radiocarbone de 2398 av. J.-C.  ± 44 ans.

## Description
Le site est visible depuis la route qui mène de Lodwar à Kalokol, à trente mètres en retrait de celle-ci. Il est constitué de dix-neuf orthostates de basalte, de type menhir, entourés par un cercle de pierres.
Il n'a pas été découvert de restes humains sur le site .

## Contexte
Il existe d'autres sites mégalithiques aux alentours du lac Turkana, datant de la même période qui correspond à la fin du subpluvial néolithique. Lothagam North et Manemanya, par exemple, sont des cimetières communautaires. Ces sites ont été érigés par les premiers éleveurs de la région. Il existe d'autres sites comportant des cairns en pierre, par exemple Namoratunga I, connu aussi sous le nom de Lokori (en), mais qui ne présentent pas de pierres érigées,,.

## Analyse
Les archéologues Mark Lynch et L.H. Robbins décrivirent le site de Kalokol en 1978 et l'identifièrent comme un possible site archéoastronomique. Lynch pensait que les pierres érigées en basalte étaient en lien avec les étoiles et avec le calendrier lunaire de douze mois et de trois cent cinquante quatre jours des peuples de langues couchitiques du sud de l'Éthiopie. Des interprétations ultérieures, ainsi qu'une datation qui recule considérablement l'ancienneté du site, ont remis en cause ces premières théories.